# Bandiera della Franconia

Bandiera della Franconia

La bandiera della Franconia (in tedesco Frankenfahne   o Frankenflagge) è un simbolo della Franconia, una regione della Baviera settentrionale e di parti della Turingia, dell'Assia e del Baden-Württemberg in Germania.

## Descrizione

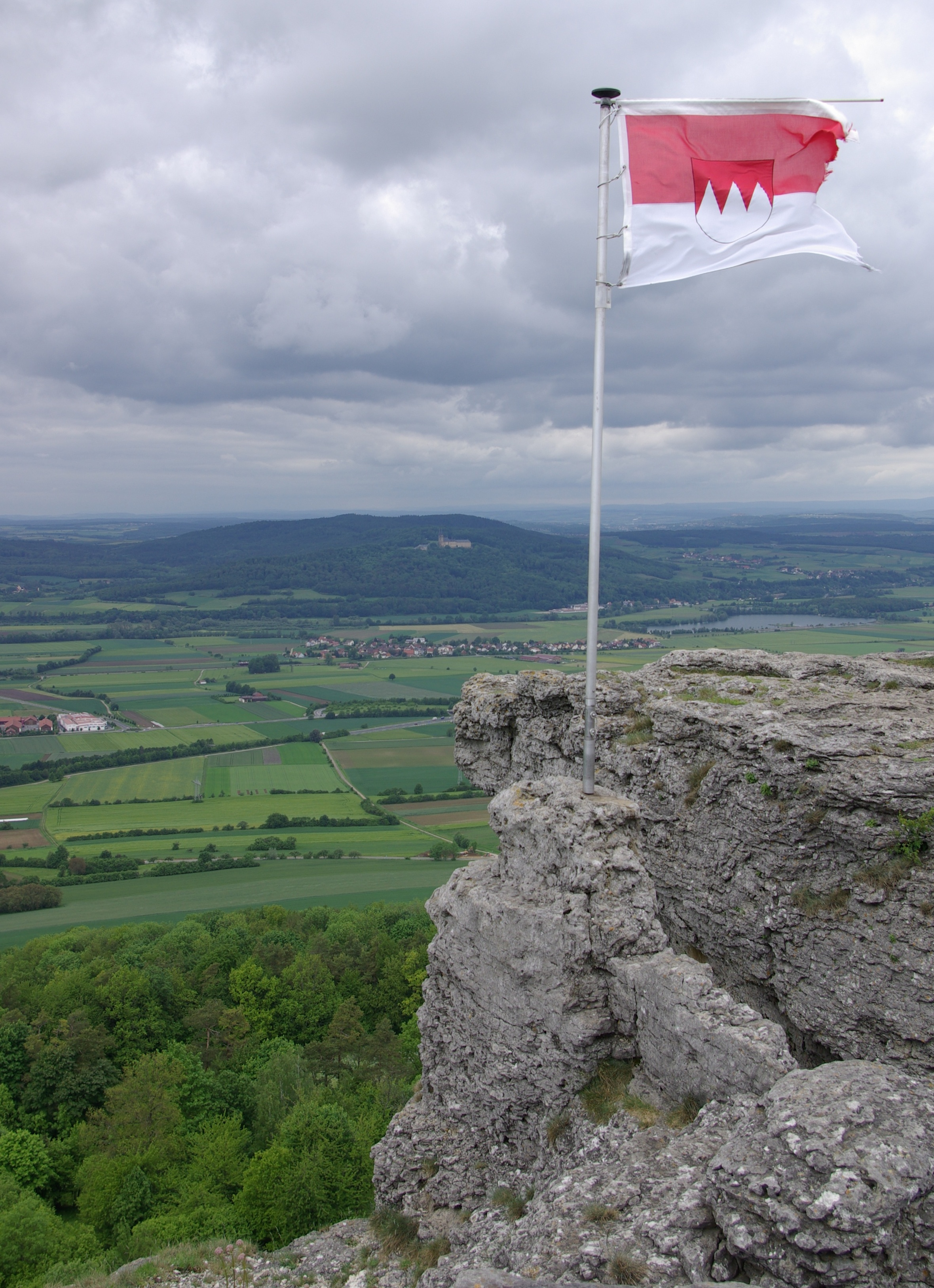
Bandiera della Franconia sulle falesie di Staffelberg

La bandiera è costituita da due bande orizzontali di uguale spessore, quella superiore è rossa mentre quella inferiore è bianca o argento araldico. Il rastrello della Franconia è solitamente posizionato al centro. È anche comune la parola Franken ("Franconia") in lettere bianche su un campo nero sopra il rastrello. Sebbene non ufficiale, il rastrello della Franconia è anche comunemente usato come bandiera stessa, sostituendo le bande orizzontali con il rastrello. La bandiera della Franconia non è né un simbolo di stato né un emblema di sovranità perché la Franconia è solo una regione geografica o culturale, non un'unità amministrativa. Viene utilizzato principalmente nei giorni di festa, o a scopi simili, da privati e club. In occasione del giorno della Franconia può anche essere issato dalle autorità. Nelle province della Franconia lo stemma della rispettiva provincia (Alta, Media o Bassa Franconia) può prendere il posto del Rastrello della Franconia. La bandiera a volte è presente in modo errato con i colori invertiti.

## Storia
La bandiera prende i suoi colori dal cosiddetto rastrello della Franconia. Questo stemma apparve per la prima volta all'inizio del XIV secolo sulla lapide del principe vescovo di Würzburg, Wolfram Wolfskeel von Grumbach, come un sigillo per il villaggio di Gerolzhofen. Era un simbolo della sovranità ducale della Franconia, che i principi vescovi di Würzburg avevano nominalmente. Anche gli stendardi da campo dei contingenti di soldati del Circolo Francone all'interno dell'Esercito Imperiale del Sacro Romano Impero avevano questi colori. La bandiera, tuttavia, non era un simbolo dell'intera Franconia perché non fu mai uno stato separato. Quando, nel 1835, fu introdotto un nuovo stemma bavarese, i funzionari responsabili del compito assicurarono che i territori della Franconia fossero riconosciuti. Scelsero il rastrello della Franconia come emblema di tutta la Franconia, che da allora è stato integrato nella realizzazione dell'armatura.

## Controversia sulla bandiera

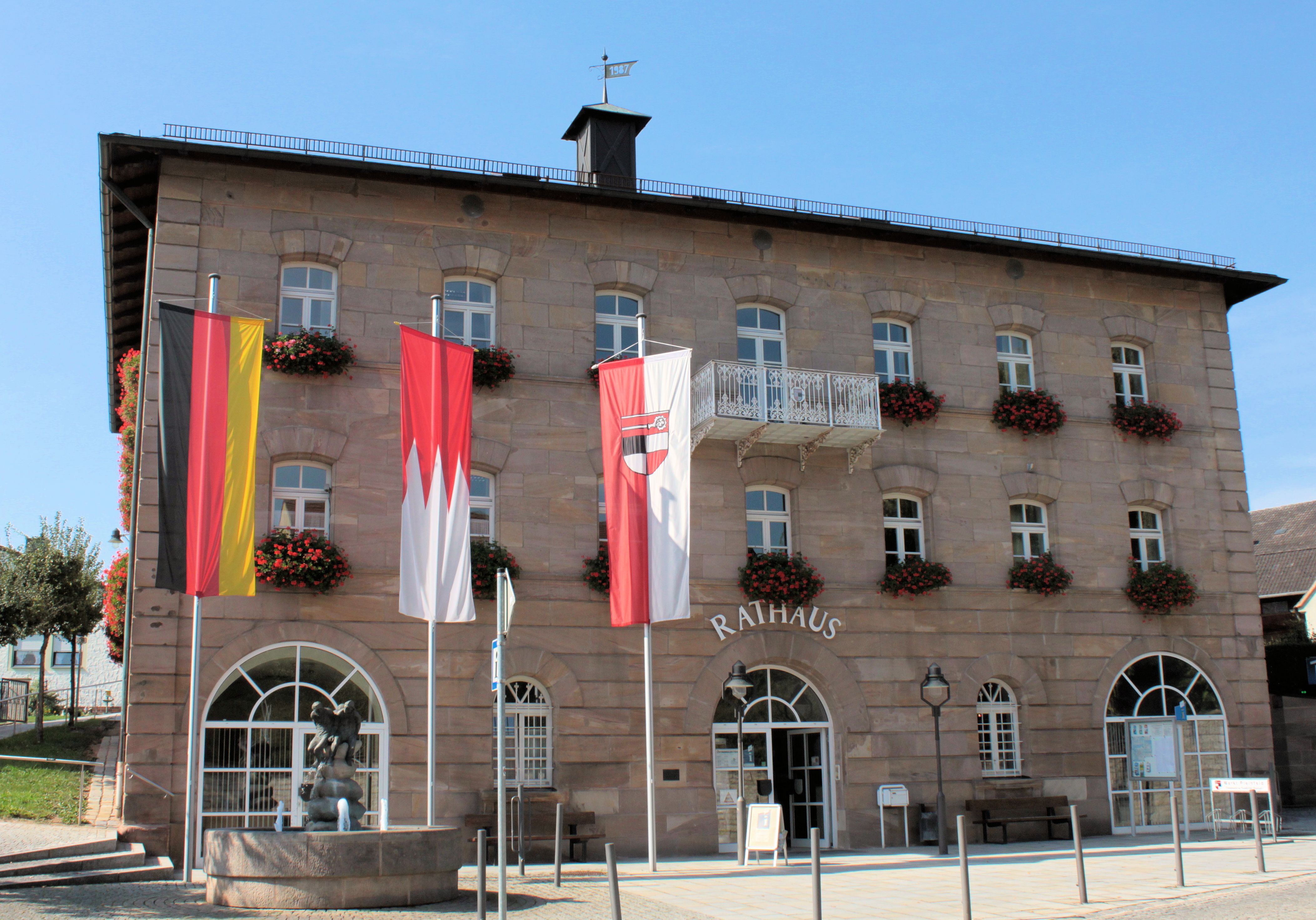
La bandiera della Franconia davanti al municipio di Pleinfeld nel Circondario di Weißenburg-Gunzenhausen, Media Franconia
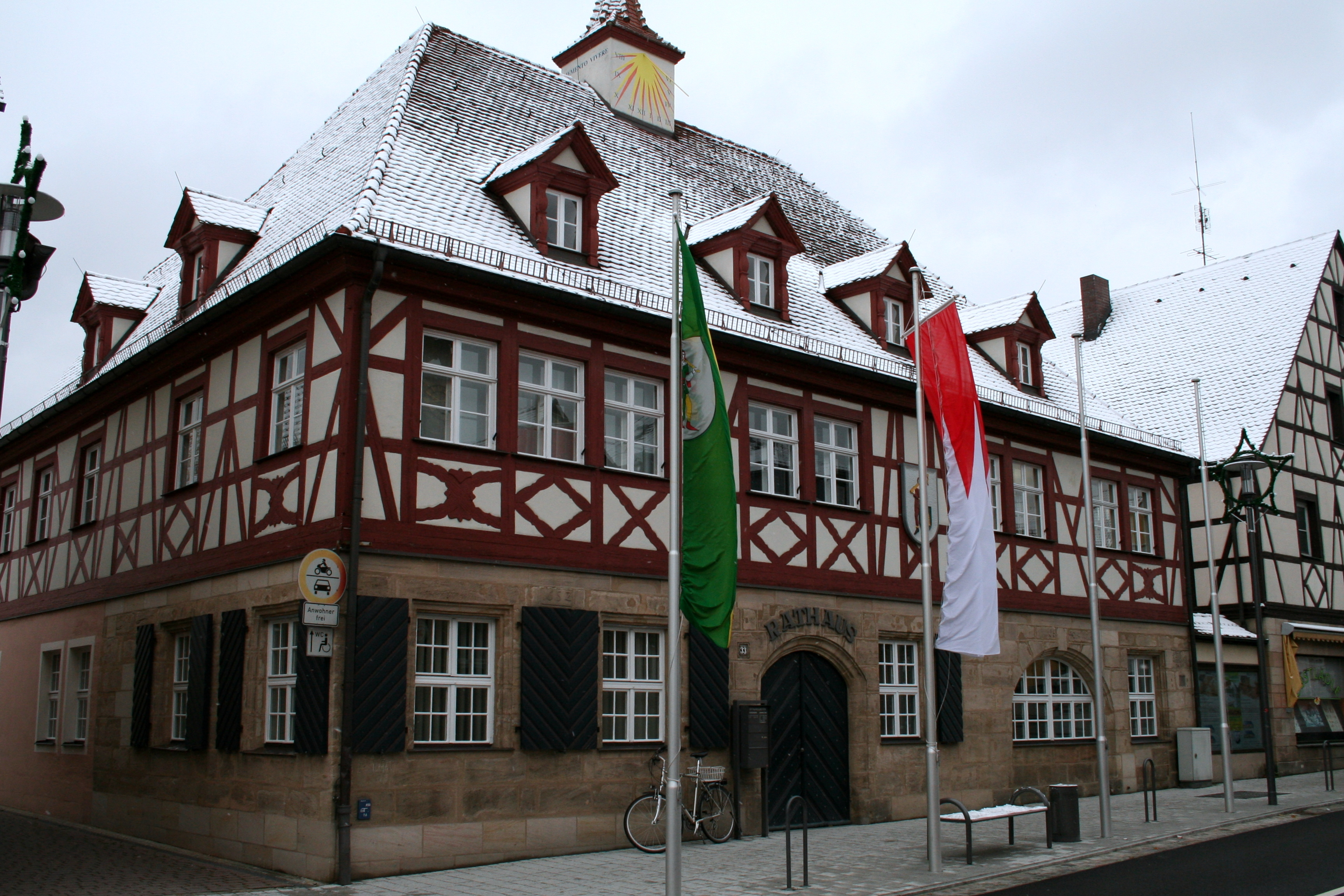
La bandiera della Franconia davanti al municipio di Feucht, Nürnberger Land, Media Franconia
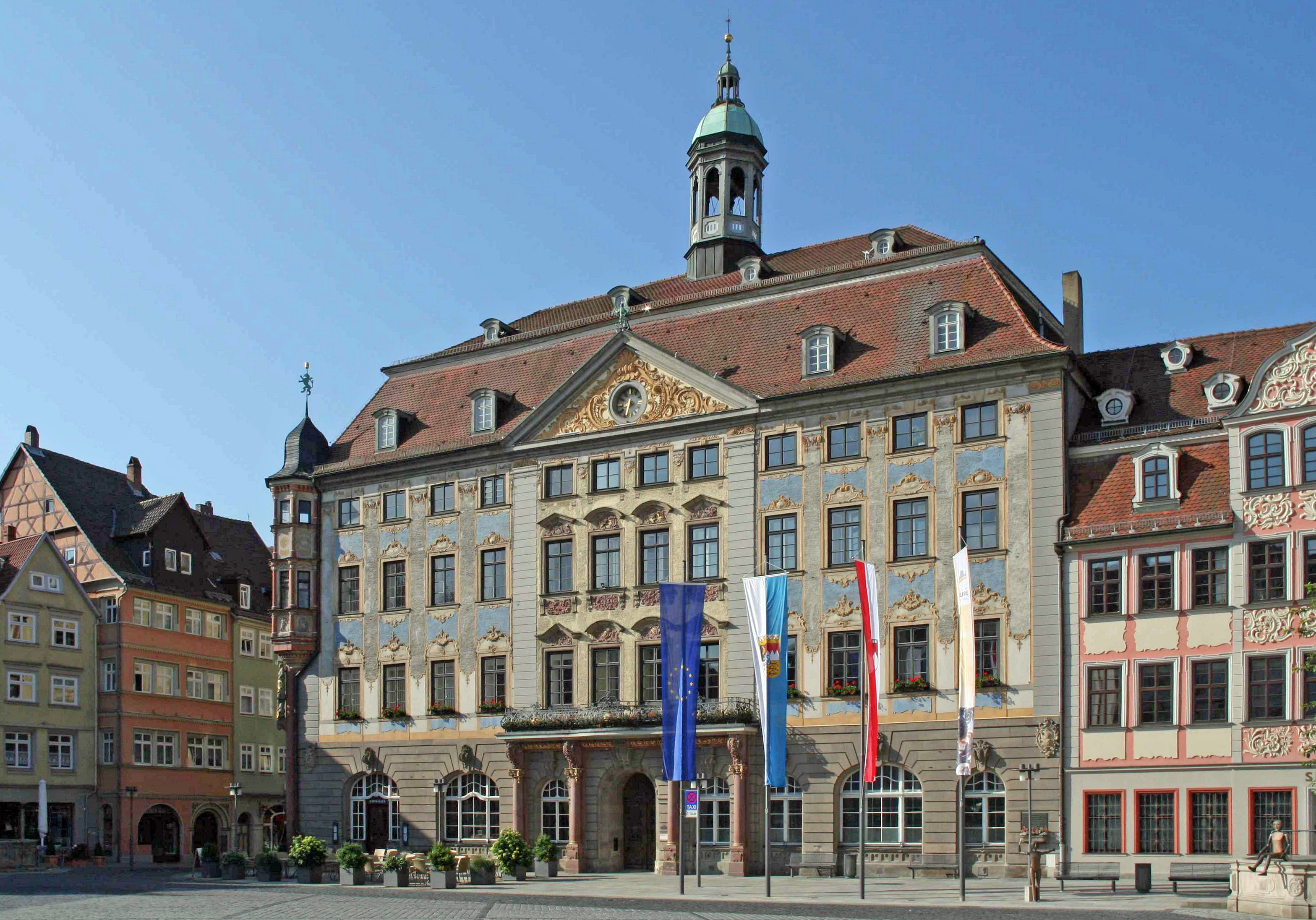
La bandiera della Franconia davanti al municipio di Coburgo, Alta Franconia

Con l'introduzione del giorno della Franconia ci sono state pressioni per far sventolare la bandiera della Franconia sugli edifici pubblici. Ma poiché non è una bandiera di stato, questa richiesta è stata rifiutata dal parlamento di stato bavarese, il Landtag. Tuttavia, il comitato costituzionale del Landtag ha deciso, nel 2012, che la bandiera poteva essere issata per scopi pubblicitari su edifici pubblici accanto alla bandiera della Germania, alla bandiera dello stato bavarese e alla bandiera dell'Europa, perché lo stato non era né in grado né autorizzato a fare una legge in proposito.
Ci furono altre discussioni sulle bandiere del castello di Norimberga. Nel 2008 una bandiera bavarese è stata issata per la prima volta sul castello. Questo è stato considerato un affronto da molti locali. I membri del parlamento della SPD chiesero che lo Stato Libero mostrasse anche la bandiera della Franconia sul castello. Questa richiesta venne tuttavia respinta dal ministro degli Interni bavarese, Joachim Herrmann. Nell'estate del 2009 il sindaco Ulrich Maly ampliò la disputa sulla bandiera, ma consentì che la bandiera municipale di Norimberga fosse innalzata accanto alle bandiere tedesca e bavarese. Poiché è anche rossa e bianca, la versione senza lo stemma cittadino ricorda la bandiera della Franconia. Incluso il necessario pennone aggiuntivo alto otto metri, il costo è stato di 25000 €. Nell'estate 2012 le bandiere sono state nuovamente cambiate: sul palas, l'edificio principale del castello, la bandiera tedesca è stata sostituita da una bandiera bavarese. Sul pennone dove fino a quel momento era stata issata questa bandiera bavarese (la torre Heideturm) era ora esposta una bandiera della Franconia. La bandiera della Germania ora sventolava su un palo eretto all'aperto.
La bandiera della Franconia è anche usata come simbolo dalla squadra di calcio della Franconia.